# 戴夫·迈纳
戴维吉·迈纳（英語：Davage Minor，1922年2月23日—1998年3月14日），美国NBA联盟前职业篮球运动员。